# Piz Albris
Der Piz Albris ist eine Bergspitze südöstlich von Pontresina im Engadin im Schweizer Kanton Graubünden.
Der Gipfel erreicht eine Höhe von 3166 m ü. M. Gut sichtbar ist der Piz Albris vom Berninapass aus. Er flankiert dort den östlichen Eingang zum Val da Fain (rätoromanisch für Heutal). Bezogen auf diesen Eingang ist er der Berg, der nördlich steht.
Sein nördlicher Nachbar ist der Piz Languard, der bequem auf einem Weg bestiegen werden kann. Der Piz Albris ist bekannt wegen seiner europaweit grössten Steinbockpopulation.